# Ronja Jansen
Ronja Jansen (* 13. März 1995) ist eine Schweizer Politikerin (Juso/SP). Seit März 2022 ist sie im Landrat des Kantons Basel-Landschaft vertreten.

## Leben
Jansen ist in Frenkendorf aufgewachsen und absolvierte 2014 die Matura am Gymnasium Muttenz mit den Schwerpunktfächern Biologie und Chemie. Von 2011 bis 2012 machte sie ein Austauschjahr an der Dexter High School in Michigan in den USA. Ab 2015 studierte sie Soziologie und Wirtschaft an der Universität Basel, von 2018 bis 2019 arbeitete sie als politische Sekretärin bei der Gruppe für eine Schweiz ohne Armee. Sie lebt in Frenkendorf.

## Politik
Jansen ist seit 2014 Mitglied der Juso und der SP Schweiz. Ein Jahr später wurde sie in den Vorstand der SP Frenkendorf-Füllinsdorf und in den Vorstand der Jungsozialist*innen Baselland gewählt. Von 2017 bis 2019 führte sie die Juso Baselland gemeinsam mit Nils Jocher im Co-Präsidium. Seit 2018 ist sie zudem Mitglied der Gemeindekommission Frenkendorf und Mitglied der Kerngruppe des sozialkritischen Thinktanks Denknetz.
Im August 2019 wurde Jansen an der Jahreshauptversammlung der JUSO in Trimbach mit einer Stimme Vorsprung auf ihre Konkurrentin Mia Jenni als Nachfolgerin von Tamara Funiciello zur Präsidentin der Jungsozialist*innen Schweiz gewählt. Als solche wurde sie im Oktober 2020 zudem ins Vize-Präsidium der SP Schweiz gewählt. Unter Jansens Präsidentschaft brachte die Juso die 99%-Initiative zur Abstimmung, welche eine höhere Besteuerung der Kapitaleinkommen des reichsten 1 % verlangte. Zudem engagierte sich die Jungpartei in diversen Referendumskomitees, unter anderem gegen das Freihandelsabkommen mit Indonesien und gegen den Ausbau der staatlichen Repression durch das Bundesgesetz «Polizeiliche Massnahmen zur Bekämpfung von Terrorismus». Bei einer Delegiertenversammlung kündigte sie im Februar 2022 an, ihr Präsidentenamt auf Mitte Juni hin aufzugeben um «Platz zu machen für die nächste Generation Jusos». Als Nachfolger wurde im Juni 2022 Nicola Siegrist gewählt.
Nach ihrem Rücktritt will Jansen ihr Studium wiederaufnehmen, das sie für die Juso auf Eis gelegt hatte.
Im März 2022 rückte sie für die zurückgetretene Mirjam Würth in den Landrat des Kantons Basel-Landschaft nach, wo sie die SP Baselland in der Finanzkommission vertritt. Am 12. Februar 2023 wurde sie für eine weitere Legislatur in den Landrat gewählt.